# シアターオーリンズ
シアターオーリンズ（Theatre Orleans）は、東京ディズニーランドのアドベンチャーランドにある劇場である。1983年4月15日（東京ディズニーランド開業日）にオープンした。なお、オープン当時の名称はアドベンチャーランドステージで、改修工事を経て、2001年3月23日に名称がシアターオーリンズに変更された。
2007年8月23日からニチレイフーズがスポンサーに就いていたが、2017年8月22日に終了している。

## 公演・運営内容

### アドベンチャーランドステージ
- アドベンチャーランド・レビュー（1983年4月15日～1984年2月28日？途中中断あり）
- スプリング・マルディグラ（1984年3月3日～18日）
- セバスチャンのカリビアンカーニバル（1993年3月22日～1996年4月9日）（1993年4月15日から1994年4月14日まで10th Anniversary Versionで公演）
- フィエスタ・トロピカール（1996年4月26日～2000年2月29日）（1998年4月15日から1999年3月21日まで15th Anniversary Versionで公演）

### シアターオーリンズ
- ミッキーのアドベンチャーランド・マルディグラ（2001年3月23日〜2004年4月4日）
- ミニー・オー!ミニー（2004年4月15日〜2018年3月19日）
- レッツ・パーティグラ! (2018年7月10日〜公演休止中）※再開時期未定
- キャラクターグリーティング施設として運営　(2020年10月5日〜2022年3月6日)
- ジャンボリミッキー!レッツ・ダンス!（2022年4月1日〜）